# علي ناصر ياسين
علي ناصر محمد ياسين (وُلد في عام 1936 في يافا – اُغتيل في 15 يونيو 1978 في مدينة الكويت) سياسي ودبلوماسي ولاجئ فلسطيني، كان مديرًا لمكتب منظمة التحرير الفلسطينية لدى الكويت.

## حياته العملية
وُلد علي ياسين في مدينة يافا عام 1936 لأسرة فلسطينية هجرتها العصابات الصهيونية بعد حرب النكبة عام 1948. تلقى علي ياسين تعلميه الابتدائي والإعدادي في مدينة يافا، والثانوي في مدينة طولكرم. حصل على درجة البكالوريوس في الحقوق عام 1960 من جامعة القاهرة.
انتقل للعمل في دولة الكويت عام 1961، وعمل فيها مديرًا لقسم التعليم الخارجي في إذاعة دولة الكويت حتى عام 1968. تفرغ في حركة فتح عام 1968، حيث عمل في مكتب التعبئة والتنظيم في عمان، ولاحقًا في دمشق.
تولى مكتب منظمة التحرير الفلسطينية لدى الكويت خلفًا لخيري أبو الجبين في عام 1969.
بعد انعقاد المؤتمر الثالث لحركة فتح في دمشق عام 1971، صار علي ياسين عضوًا في المجلس الثوري لحركة فتح.

## اغتياله
قُتل ياسين صباح يوم الخميس الموافق 15 يونيو 1978 في منزله بمدينة الكويت. نُسب قتله إلى مجموعة تتبع صبري البنا «أبو نضال».
دُفن في مقبرة الصليبخات في الكويت.